# Gravitační kolaps

Model mechanismu gravitačního kolapsu

Gravitační kolaps (gravitační zhroucení) je velmi silná gravitační kontrakce, při které síly působící proti tlaku gravitace nestačí na zachování hydrostatické rovnováhy tělesa.
Gravitační kolaps stojí mimo jiné za vznikem hvězdy, ke kterému dochází zhroucením molekulárního mračna, a zastaví se, jakmile je v jejím jádře zažehnuta fúzní reakce. Ta začne produkovat energii působící proti gravitačnímu tlaku. Gravitační kolaps nastává také na konci života hvězdy, ve které již fúzní reakce uhasly. V případech velmi hmotných hvězd končí gravitační kolaps zhroucením do neutronové hvězdy nebo (u těch s hmotností větší než Tolman-Oppenheimer-Volkoffova mez) černé díry.
V roce 2014 vědci došli k závěru, že Hawkingovo záření při hroucení hvězdy odnáší tolik energie a hmoty, že ke kolapsu v černou díru nedojde.